# الکساندر سبالد
الکساندر سبالد (انگلیسی: Alexander Sebald؛ زادهٔ ۲۷ ژوئیهٔ ۱۹۹۶) بازیکن فوتبال اهل آلمان است.
از باشگاه‌هایی که در آن بازی کرده‌است می‌توان به باشگاه فوتبال گروتر فورث اشاره کرد.